# Marcella Althaus-Reid

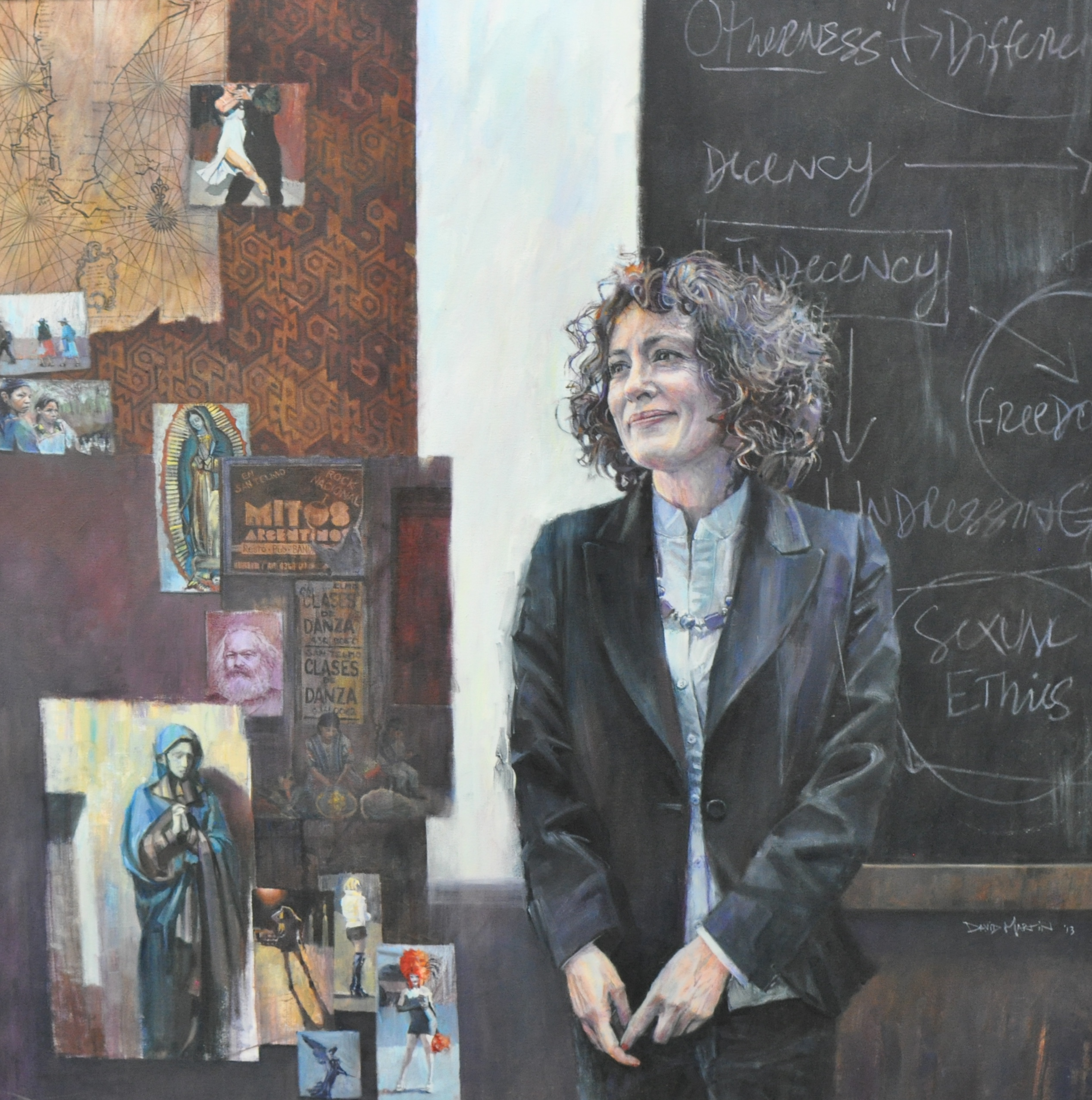
Retrato de Marcella Althaus-Reid dedicado na nomeação da Sala Althaus-Reid no New College, Edimburgo

Marcella María Althaus-Reid (11 de maio de 1952, Rosário, Argentina - 20 de fevereiro de 2009, Edimburgo, Escócia) foi uma teóloga argentina, catedrática de Teologia Contextual e Docente Senior de Teologia Sistemática e Ética Cristã na Escola de Teologia de New College, Universidade de Edimburgo. Participou dos movimentos LGBT e feminista.

## Vida
Nasceu em Rosário, Argentina. Viveu em Buenos Aires, onde obteve a Licenciatura em Teologia pelo Instituto Superior Evangelico de Estudios Teologicos (ISEDET). Ali estudou com teólogos da libertação, como José Míguez Bonino e José Severino Croatto. Foi uma das primeiras mulheres de seu país a ter acesso a altos graus acadêmicos em teologia.
Foi membro da Igreja Evangélica Metodista Argentina. Desenvolveu experiência no método de conscientização de Paulo Freire. Praticou com êxito projetos comunitários e sociais apoiados pela igreja em bairros pobres de Buenos Aires.
Devido à experiência e aos resultados que obteve, foi convidada para trabalhar em bairros pobres de Dundee e Perth, coordenando projetos de conscientização popular inspirados na pedagogia da libertação de Paulo Freire. Completou seu doutorado em 1994 na Universidade de St. Andrews, Escócia, apresentando sua tese sobre a influência de Paul Ricoeur na metodologia da teologia da libertação.
Posteriormente, foi nomeada catedrática em Edimburgo como Diretora do Mestrado em Teologia e Desenvolvimento. Seus interesses incluíram a teologia da libertação, a teologia feminista e a teologia queer. Quando tomou posse, era a única professora de teologia em uma universidade escocesa e tornou-se a primeira professora de teologia nos 160 anos do New College. Além de palestrar em diversos países, foi professora visitante no Dartmouth College em New Hampshire e na Universidade Metodista de São Paulo. Também era membro da equipe teológica consultiva da Rev. Elder Nancy Wilson, da Igreja da Comunidade Metropolitana.
Althaus-Reid faleceu aos 56 anos, em Edimburgo.  

## Área de pesquisa
Sua pesquisa teológica aprofundou questões de sexualidade, estudos de gênero, assim como o corte materialista e feminista na hermenêutica bíblica. Foi criadora de um original enfoque teológico, a teología queer, em que o tema da libertação se centra na condição da discriminação das pessoas de orientação LGBT.
Seu primeiro livro, Indecent theology: theological perversions in sex, gender and politics (2000), a fez conhecida internacionalmente. Junto a seu segundo livro, The Queer God (2003), estabeleceu um novo campo no estudo da teologia. Em sua abordagem, criticou às teologias feministas e da libertação, acrescentando as dimensões da teologia da sexualidade.

## Obra
Livros
- Life out of death: the feminine spirit in El Salvador (con Marigold Best; Pamela Hussey y Ecumenical Program on Central America and the Caribbean). 1997. Washington: Ecumenical Program on Central America and the Caribbean. ISBN 978-0-918346-17-9
- Indecent theology: theological perversions in sex, gender and politics. 2000. Londres; New York: Routledge. ISBN 978-0-203-46895-1
- The Queer God: sexuality and liberation theology. 2003. Londres, New York: Routledge. ISBN 978-0-415-32324-6
- "Veníamos de otras tierras: a reflection on diásporas, liberation theology and Scotland", en Storrar, William; Donald, Peter (eds.) 2003. God in Society: doing social theology in Scotland today. Edimburgo: Saint Andrews Press. ISBN 978-0-7152-0803-8
- From feminist theology to indecent theology: readings on poverty, sexual identity and God. 2004. Londres: SCM Press. ISBN 978-0-334-02983-0
- The sexual theologian: essays on sex, God and politics. 2004. Londres; New York: T & T Clark. ISBN 978-0-567-08212-1
- La teología indecente: perversiones teológicas en sexo, género y política. 2005. Barcelona: Bellaterra. ISBN 978-84-7290-275-6
- Liberation theology and sexuality (editora). 2006. Aldershot; Burlington: Ashgate. ISBN 978-0-7546-5080-5
- Another possible world (con Iván Petrella y Luiz Carlos Susin). 2007. Londres: SCM Press. ISBN 978-0-334-04094-1
- Controversies in feminist theology (con Lisa Isherwood). 2007. Londres: SCM Press. ISBN 978-0-334-04050-7
- Controversies in body theology (editora, con Lisa Isherwood). 2008. Londres: SCM Press. ISBN 978-03-3404-157-0

Tese de doutorado (Ph.D.)
- Paul Ricoeur and the methodology of the theology of liberation: the hermeneutics of J. Severino Croatto, Juan Luis Segundo and Clodovis Boff. Julio de 1993. St Andrews: Universidad de St Andrews

Artigos em revistas acadêmicas
- "When God is a rich white woman who does not walk: the hermeneutical circle of mariology and the construction of femininity in Latin America", en Theology & sexuality 1: 1. 1994. Londres: SAGE Publications, 55-72
- "Sexual strategies in practical theology: indecent theology and the plotting of desire with some degree of success", en Theology & sexuality 4: 7. 1997. Londres: SAGE Publications, 45-52
- "On wearing skirts without underwear: indecent theology challenging the liberation theology of the pueblo. Poor women contesting Christ", en Feminist theology 7: 20. 1999. Sheffield: Sheffield Academic Press, 39-51
- "¿Bien sonados?: the future of mystical connections in liberation theology", en Political theology 3. 2000. Londres: Equinox Publishing, 44-63
- "In memoriam Dr María Teresa Porcile Santiso: the beginning of her Gran Viaje", en Studies in world Christianity 7: 2. 2001. Edimburgo: Edinburgh University Press, 241-243
- "Sexual Salvation: The Theological Grammar of Voyeurism and Permutations", en Literature and theology 15: 3. 2001. Oxford: Oxford University Press, 241-248
- "On non-docility and indecent theologians: a response to the panel for indecent theology, en Feminist theology 11: 2. 2003. Sheffield: Sheffield Academic Press, 182-189
- ""Pussy, Queen of Pirates": Acker, Isherwood and the debate on the body in feminist theology", en Feminist theology 12: 2. 2004. Sheffield: Sheffield Academic Press, 157-167
- "'Living la vida loca': reflexiones sobre los amores ilegales de Dios y la defensa de la vida", en Revista de interpretación bíblica latinoamericana 57. 2007/2. Quito: RECU, 65-69. ISSN 1390-0374

Dirigiu com Lisa Isherwood aa série Queering Theology, da editora londrina Continuum.